# Embraer EMB 400
Die IPD 6505 Urupema war die Entwicklung eines brasilianischen Segelflugzeugs.

## Geschichte
Eine Gruppe Ingenieure unter der Leitung von Guido Fontegalante Pessotti begann 1964 die Arbeiten an einem Hochleistungssegelflugzeug, der IPD 6505 Urupema. Die Maschine sollte den brasilianischen Piloten bei weltweiten Segelflugmeisterschaften beste Voraussetzungen bieten. Der Prototyp wurde noch 1965 begonnen, flog jedoch erst 1968. Noch im selben Jahr nahm der Prototyp an der Weltmeisterschaft in Polen und 1970 an der in Texas teil, wo er ausgezeichnet wurde. Auf Grund der hervorragenden Leistungen, beauftragte das Luftfahrtministerium, dass die wichtigsten heimischen Aeroclubs mit neuen Hochleistungsegelflugzeugen ausstatten wollte, noch 1970 das neu gegründete Luftfahrtunternehmen Embraer, mit dem Bau von 10 leicht modifizierten Exemplaren, welche die Bezeichnung EMB-400 Urupema tragen sollten.

## Konstruktion
Die Urupema war als Schulterdecker mit konventionellem Leitwerk ausgelegt. Vor den Tragflächen befindet sich im Rumpf das einsitzige Cockpit mit einteiliger Haube. Unter dem Rumpf befindet sich ein einziges Rad. Das Flugzeug war eine Konstruktion aus Holz, Sandwichplatten, Schaumkunststoffen und mit Sperrholzbeplankung.

## Versionen
- Super Urupema – Vier Exemplaren wurden nachträglich von IPE derart modifiziert, dass eine höhere Cockpithaube sowie andere Sitze eingebaut wurden, die es den Piloten erlaubten liegend zu sitzen, statt wie vorher fast zu liegen.[4]

## Technische Daten
| Kenngröße              | Daten                               |
| ---------------------- | ----------------------------------- |
| Besatzung              | 1                                   |
| Länge                  | 7,54 m                              |
| Spannweite             | 15 m                                |
| Höhe                   | 1,52 m                              |
| Flügelfläche           | 12 m²                               |
| Flügelstreckung        | 18,8                                |
| Flügelprofil           | FX 05-171 (innen) FX 05-121 (außen) |
| Gleitzahl              | 36 bei 94 km/h                      |
| Geringstes Sinken      | 0,66 m/s bei 78 km/h                |
| Leermasse              | 220 kg                              |
| max. Startmasse        | 310 kg                              |
| Mindestgeschwindigkeit | 61 km/h                             |
| Höchstgeschwindigkeit  | 257 km/h                            |